# Melodifestivalen 1977
Melodifestivalen 1977 var den 17:e upplagan av musiktävlingen Melodifestivalen och samtidigt Sveriges uttagning till Eurovision Song Contest 1977. 
Finalen hölls på Cirkus i Stockholm den 26 februari 1977, där melodin "Beatles", framförd av gruppen Forbes, vann genom att ha fått högst totalpoäng av jurygrupperna. För första gången på många år valde Sveriges Radio-TV att hålla en öppen uttagning för inskickning av bidrag och därefter välja ut artisterna.
Beatles fick sedan representera Sverige i ESC 1977 arrangerades i London i Storbritannien den 7 maj 1977, vilket var första gången sedan premiäråret 1956 som tävlingen arrangerades i maj månad. 

## Tävlingsupplägg[1]
Sverige återvände till Eurovisionen igen efter ett års uppehåll, då EBU infört en regel om att alla tävlande länder skulle betala en deltagaravgift för att få vara med. Detta för att arrangörslandet inte skulle behöva stå för hela ekonomin självt. Efter att Sverige hade en stängd uttagning under många år hölls det istället en allmän inskickning av bidrag.
Inför inskickningen gick Sveriges Radio-TV ut med regler inför inskickningen av bidrag. Samtliga bidrag som skickades in skulle innehålla pianostämma, kassettbandsinspelning av bidraget samt ett förseglat kuvert innehållande en lapp där man skulle skriva ned vilka personer som gjort text och musik. Efter att inskickningen stängt kunde Sveriges Radio-TV konstatera att det skickats in cirka 1 103 bidrag, vilket blev en ökning med drygt 103 bidrag jämfört med 1972. Av dessa inskickade bidrag skickades 965 till en jury för lyssning och bedömning. Resterande 138 bidrag diskvalificerades p.g.a. att de inte uppfyllt något/några av de krav som Sveriges Radio-TV ställde. Juryn valde sedermera ut tio som skulle få tävla. Därefter utsågs artisterna. Likt tidigare år hade artisterna tillgång till en huskör och dessutom var det fritt val att välja vilken dirigent man ville.
Tomas Ledin fick ett rekord det här året då han fick med hela tre bidrag i tävlingen, ett av dessa framförde han själv. Artisten Svante Thuresson gjorde sin femte Melodifestivalmedverkan det här året. Deltagaren Eric Öst var vid sin medverkan i festivalen 71 år gammal, vilket därmed var den äldsta deltagaren som dittills ställt upp som artist. Bert Karlsson på skivbolaget Mariann Grammofon ansåg att urvalsjuryn hade ratat många bra Svensktoppsbidrag i tävlingen och gav efter festivalen ut en samlingsskiva med en del av de låtar som inte kom med. Av de tio bidrag som valdes ut hamnade bara tre på Svensktoppen, varav i princip ingen blev där långvarig.

### Återkommande artister
| Artist           | Tidigare år (med placering) (Melodifestivalen)             | Tidigare år (med placering) (ESC) |
| ---------------- | ---------------------------------------------------------- | --------------------------------- |
| Landslaget       | 1975 (7:a)                                                 | –                                 |
| Lena Andersson   | 1972 (3:a)                                                 | –                                 |
| Svante Thuresson | 1966 (1:a1, 7:a), 1967 (9:a), 1968 (2:a, 5:a2), 1969 (6:a) | 19661 (2:a)                       |
| Tomas Ledin      | 1972 (8:a)                                                 | –                                 |

1 Duett med Lill Lindfors.

2 Duett med Östen Warnerbring.

## Finalkvällen
Finalen av festivalen 1977 sändes i TV1 den 26 februari 1977 från Cirkus i Stockholm. I likhet med samtliga svenska melodifestivalfinaler under åren 1966 till 1979 var programmet inte direktsänt utan spelades in på sändningsdagens eftermiddag. Programmet sändes klockan 20.00–21.00 med fortsättning 21.35–22.05. Programledare var Ulf Elfving och kapellmästare var Lars Samuelson. Några artister valde fritt vilken dirigent som de ville ha. Kören bestod av Bosse Andersson, Kerstin Bagge, Jan Bråthe och Annica Risberg.
Precis som tidigare två åren avgjordes finalen med hjälp av de elva regionala jurydistrikten från norr till söder i landet. Varje jurydistrikt bestod av elva personer, där majoriteten var under 25 år. Sveriges Radio-TV införde det här året poängskalan som Eurovisionen hade använt sedan 1975 (1-8, 10 och 12 poäng) och därför delade varje jurydistrikt ut dessa poäng till bidragen. Det bidrag som de gillade mest fick 12 poäng, följt av juryns tvåa som fick 10 poäng, juryns trea som fick 8 poäng och så vidare till den som juryn gillade minst, som fick 1 poäng. Den låt som efter omröstningen fått högst totalpoäng var också den som vann. Poängsystemet gjorde att alla bidrag fick minst en poäng.

### Startlista
| Nr | Artist                   | Låt                     | Upphovsmän (Text & musik)                    | Dirigent          |
| -- | ------------------------ | ----------------------- | -------------------------------------------- | ----------------- |
| 1  | Lena Andersson           | Det bästa som finns     | Kenneth Gärdestad (t), Ted Gärdestad (m)     | Bruno Glenmark    |
| 2  | Greta & Malou            | Åh, vilken sång         | Greta Zachrisson (tm), Malou Berg (tm)       | Anders Henriksson |
| 3  | Mats Rådberg             | Du och jag och sommaren | Tomas Ledin (tm)                             | Lars Samuelson    |
| 4  | Landslaget               | Sommaren -65            | Lasse Lindbom (tm)                           | Lars Samuelson    |
| 5  | Kenneth Greuz & Eric Öst | Ola mä fiola            | Karl-Gerhard Lundkvist (Little Gerhard) (tm) | Anders Henriksson |
| 6  | Tomas Ledin              | Minns du Hollywood      | Tomas Ledin (tm)                             | Leif Carlquist    |
| 7  | Svante Thuresson         | Johan B. Lund           | Åke Larsén (tm), Per-Arne Eklund (tm)        | Kenneth Staag     |
| 8  | Janne Landegren          | Trädets rot             | Jan Sjunnesson (tm)                          | Lars Beijbom      |
| 9  | Eva Rydberg              | Charlie Chaplin         | Tomas Ledin (tm)                             | Lars Samuelson    |
| 10 | Forbes                   | Beatles                 | Sven-Olof Bagge (t), Claes Bure (m)          | Anders Berglund   |

### Poäng och placeringar
| Nr | Låt                     | Luleå | Falun | Karl- stad | Gbg | Umeå | Örebro | Norr- köping | Malmö | Sunds- vall | Växjö | Stholm | Summa | Plac. |
| -- | ----------------------- | ----- | ----- | ---------- | --- | ---- | ------ | ------------ | ----- | ----------- | ----- | ------ | ----- | ----- |
| 1  | Det bästa som finns     | 2     | 1     | 8          | 8   | 8    | 2      | 3            | 7     | 3           | 10    | 3      | 55    | 8     |
| 2  | Åh, vilken sång         | 5     | 4     | 5          | 7   | 6    | 10     | 10           | 6     | 10          | 2     | 7      | 72    | 4     |
| 3  | Du och jag och sommaren | 1     | 2     | 2          | 2   | 2    | 4      | 1            | 1     | 2           | 1     | 1      | 19    | 10    |
| 4  | Sommaren -65            | 7     | 3     | 7          | 3   | 4    | 8      | 6            | 12    | 8           | 5     | 10     | 73    | 3     |
| 5  | Ola mä fiola            | 3     | 10    | 4          | 1   | 5    | 6      | 4            | 4     | 1           | 7     | 2      | 47    | 9     |
| 6  | Minns du Hollywood      | 4     | 6     | 12         | 12  | 1    | 5      | 7            | 3     | 4           | 3     | 6      | 63    | 5     |
| 7  | Johan B. Lund           | 8     | 12    | 1          | 10  | 3    | 7      | 8            | 8     | 6           | 8     | 4      | 75    | 2     |
| 8  | Trädets rot             | 10    | 5     | 6          | 4   | 10   | 1      | 5            | 2     | 5           | 4     | 8      | 60    | 6     |
| 9  | Charlie Chaplin         | 6     | 8     | 3          | 5   | 7    | 3      | 2            | 5     | 7           | 6     | 5      | 57    | 7     |
| 10 | Beatles                 | 12    | 7     | 10         | 6   | 12   | 12     | 12           | 10    | 12          | 12    | 12     | 117   | 1     |

### Juryuppläsare
- Luleå: Jan Paulus
- Falun: Bengt "Polo" Johanson
- Karlstad: Ulf Schenkmanis
- Göteborg: Rune Rustman
- Umeå: Fredrik Burgman
- Örebro: Maud Nylin
- Norrköping: Larz-Thure Ljungdahl
- Malmö: Bengt Roslund
- Sundsvall: Maritta Selin
- Växjö: Sven-Olof Olsson
- Stockholm: Sven Lindahl

## Eurovision Song Contest
Efter Storbritanniens tredje vinst i Nederländerna året innan stod landet värd för Eurovisionen det här året. Tävlingen förlades till London den 7 maj 1977, vilket blev första gången sedan premiäråret 1956 som Eurovisionen förlades till maj månad. Innan tävlingen ägde rum infördes två nya regler i tävlingen: språkregeln och betalregeln. Betalregeln blev en ny regel som innebar att alla länder som ville tävla skulle betala en deltagaravgift till värdlandet, så att värdlandet inte skulle behöva bekosta arrangemanget helt självt. Språkregeln blev den klausul som fram till mitten av 1970-talet innebar att man var tvungen att framföra bidraget på sitt eget lands modersmål (exempelvis svenska för Sverige och franska för Frankrike). Regeln hade under några år på 1970-talet strukits men som nu återtogs igen. Emellertid hade redan Belgien och Västtyskland utsett sina bidrag innan denna regel infördes, och fick därmed sjunga på engelska. 
Totalt kom arton länder att tävla med en återgång av Sverige men ett tillbakadragande av Jugoslavien. Turkiet ställde inte upp på grund av Greklands medverkan. Det här året hade det första afrikanska landet kunnat ha premiär i Eurovisionen. Tunisien föranmälde sig och valde ut en artist och ett bidrag, men drog sig senare ur. 
Sverige tävlade som nummer tretton (av arton länder) men slutade efter röstningen på sista plats med endast två poäng. Placeringen innebar att Sverige delvis fick sin dittills sämsta placering någonsin, och att det blev andra gången som landet slutade på sista plats (1963 slutade Sverige på delad sista plats med tre länder). Vann gjorde Frankrike med hela 136 poäng, följt av värdlandet Storbritannien på 121 poäng och Irland på 119 poäng. Storbritanniens andraplacering innebar att landet nu hade fått hela tio andraplaceringar på tjugo års tävlande. Efter att vinnande position varit den som gått ut först blev det här året den som gick ut sist vinnare (Frankrike).